# Spending All My Time
Spending all my time (Spending all my time?) è il ventunesimo singolo del trio j-pop giapponese Perfume. È stato pubblicato il 15 agosto 2012 dall'etichetta Perfume Records e distribuito dalla major Universal Music.
Il singolo è stato stampato in due versioni in confezione jewel case: una special edition contenuta in un involucro di cartone e con DVD extra, ed una normal edition con copertina diversa.

## Tracce
Tutti i brani sono testo e musica di Yasutaka Nakata.

Dopo il titolo è indicata fra parentesi "()" la grafia originale del titolo.
1. Spending all my time (Spending all my time?) - 3:55
2. Point (ポイント?, Pointo) - 3:48
3. Hurly Burly (Hurly Burly?) - 5:13
4. Spending all my time -Original Instrumental- (Spending all my time -Original Instrumental-?) - 3:55
5. Point -Original Instrumental- (ポイント -Original Instrumental-?, Pointo -Original Instrumental-) - 3:48
6. Hurly Burly -Original Instrumental- (Hurly Burly -Original Instrumental-?) - 5:13

### DVD
1. Spending all my time (Spending all my time?); videoclip

## Formazione
- Nocchi - voce
- Kashiyuka - voce
- A~chan - voce